# Кондовуни
Кондовуни (грч. Κοντοβούνι) је насељено место у општини Кожани у периферији Западна Македонија, Грчка. Према попису из 2021. године било је 33 становника.
Према бугарском географу и историчару, Василу Канчову, у Кондовунију је 1900. године живео 60 Грка. Село се раније звало Докчилар.